# Louis-Charles Boileau

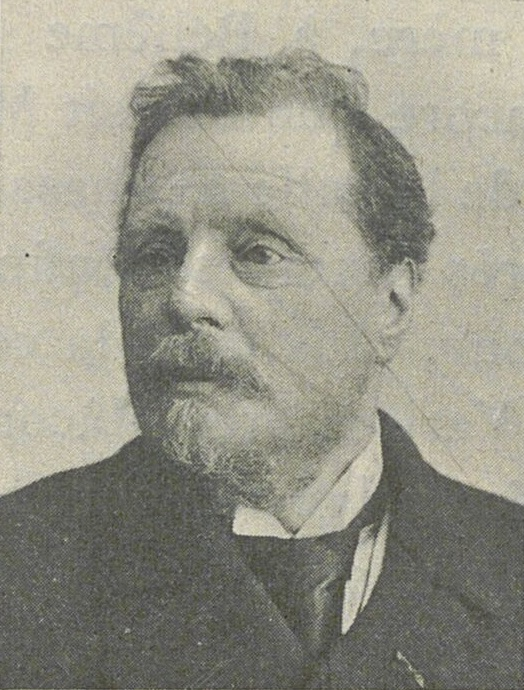
Fotografie von Louis-Charles Boileau vor 1910

Louis-Charles Boileau (* 27. Oktober 1837 in Paris; † 17. September 1914 in Bordeaux) war ein französischer Architekt. Er ist der Sohn von Louis-Auguste Boileau (* 1812; † 1896) und der Vater von Louis-Hippolyte Boileau (* 1878; † 1948), die beide ebenfalls Architekten waren.

## Biographie
Louis-Charles Boileau wurde im 10. Pariser Arrondissement als Sohn des Architekten Louis-Auguste Boileau und dessen Frau Madeleine Élise Esther Boileau, geborene Auboyée, geboren. Als Schüler seines Vaters wurde er auf dessen Ersuchen am 20. November 1860 in die École Impériale et Spéciale des Beaux-Arts aufgenommen. Er erhielt am 25. Oktober 1861 eine Anerkennungsmedaille in der Sparte Eisenbau. 1865 wurde er bei einer Ausscheidung für den Architektenwettbewerb in Rom 1865 mit dem 5. Platz für den Wettbewerb zugelassen. Am 2. März 1865 verließ er die École des Beaux-Arts.
Seit 1864 arbeitete er mit seinem Vater am Bau der Kirche Sainte-Marguerite in Le Vésinet zusammen, eines der ersten öffentlichen Bauwerke in Frankreich, bei dem Beton verwendet wurde.
Während der Pariser Kommune gehörte er als Sekretär dem Büro der Fédération des artistes de Paris an und arbeitete unter deren Präsidenten Gustave Courbet mit dem Beisitzer, dem Bildhauer Jules Dalou, zusammen. 1880 wurde er in die Société centrale des Architectes aufgenommen. Er wohnte in Bagneux, südlich von Paris, wo seine Tochter den Bürgermeister, Mitglied des Conseil d’État und seit 1922 Großoffizier der Ehrenlegion Théodore Tissier (* 26. März 1866 in Paris; † 10. Oktober 1944 in Hendaye) heiratete. Bei der 10. Weltausstellung Paris 1889 erhielt er eine Goldmedaille im Bereich Bauingenieurwesen.
Bei seinem Tod vermachte Louis-Charles Boileau den Armen von Bagneux die Summe von 10.000 Francs.

## Hauptwerke

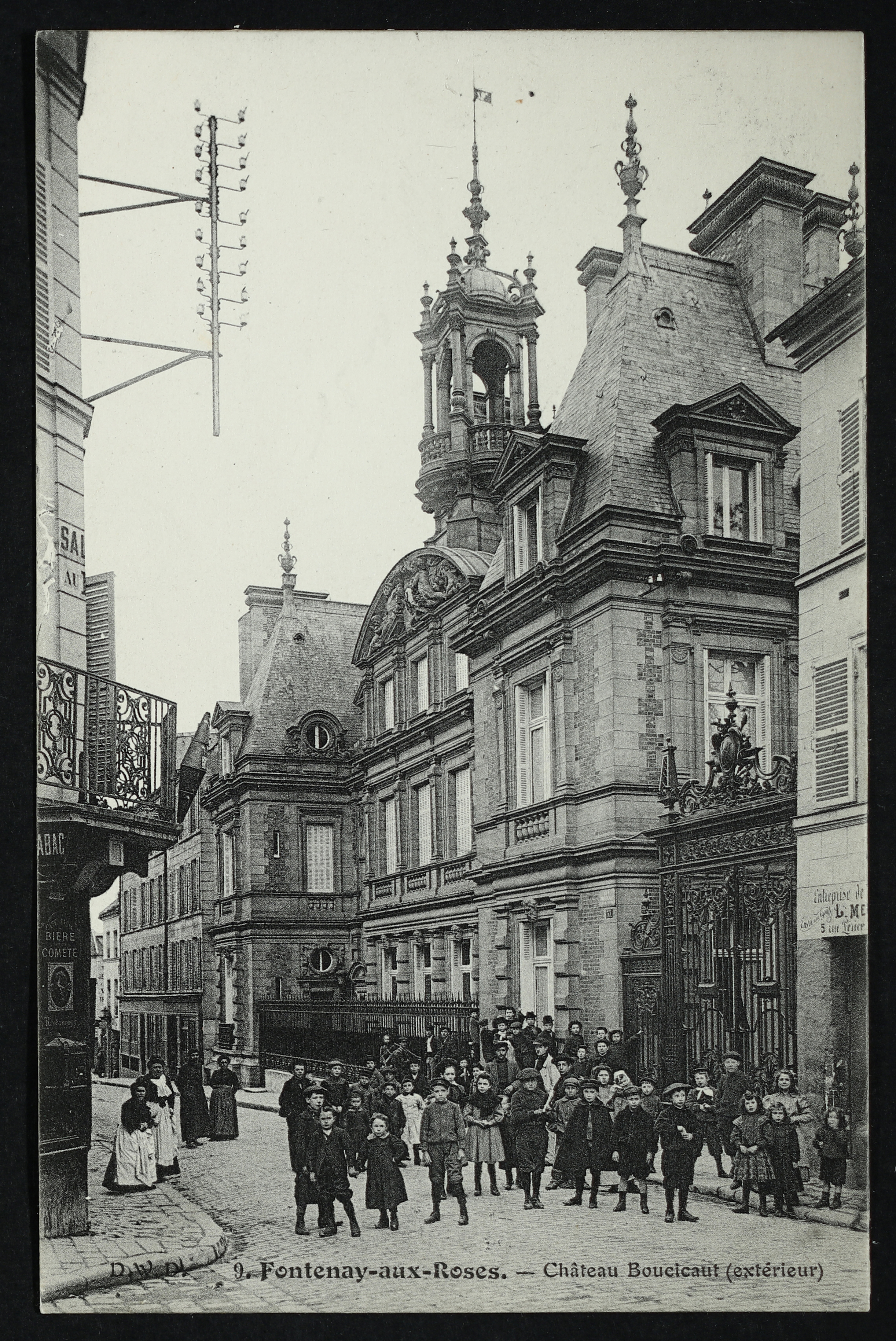
Château Boucicaut auf einer Postkarte von 1900

### Schlösser
- Château Boucicaut vor 1870 in Fontenay-aux-Roses (Département Hauts-de-Seine) für die Geschäftsleute Aritide und Marguerite Boucicaut, im Jahr 1954 abgerissen
- Château de la Nouvelle-Donneterie 1875–1880 in Neuillé-Pont-Pierre (Département Indre-et-Loir) auf Rechnung des Industriellen Armand Moisant[6]
- Château de Stors 1881–1888 zwischen Mériel und L’Isle-Adam; Umbau einer Mühle zu einem Kavaliershäuschen und Neugestaltung der Innenräume für die Familie Cheuvreux[7]

### Schulen
- Mädchenschule in Mériel (Département Val-d’Oise)

### Kirchen

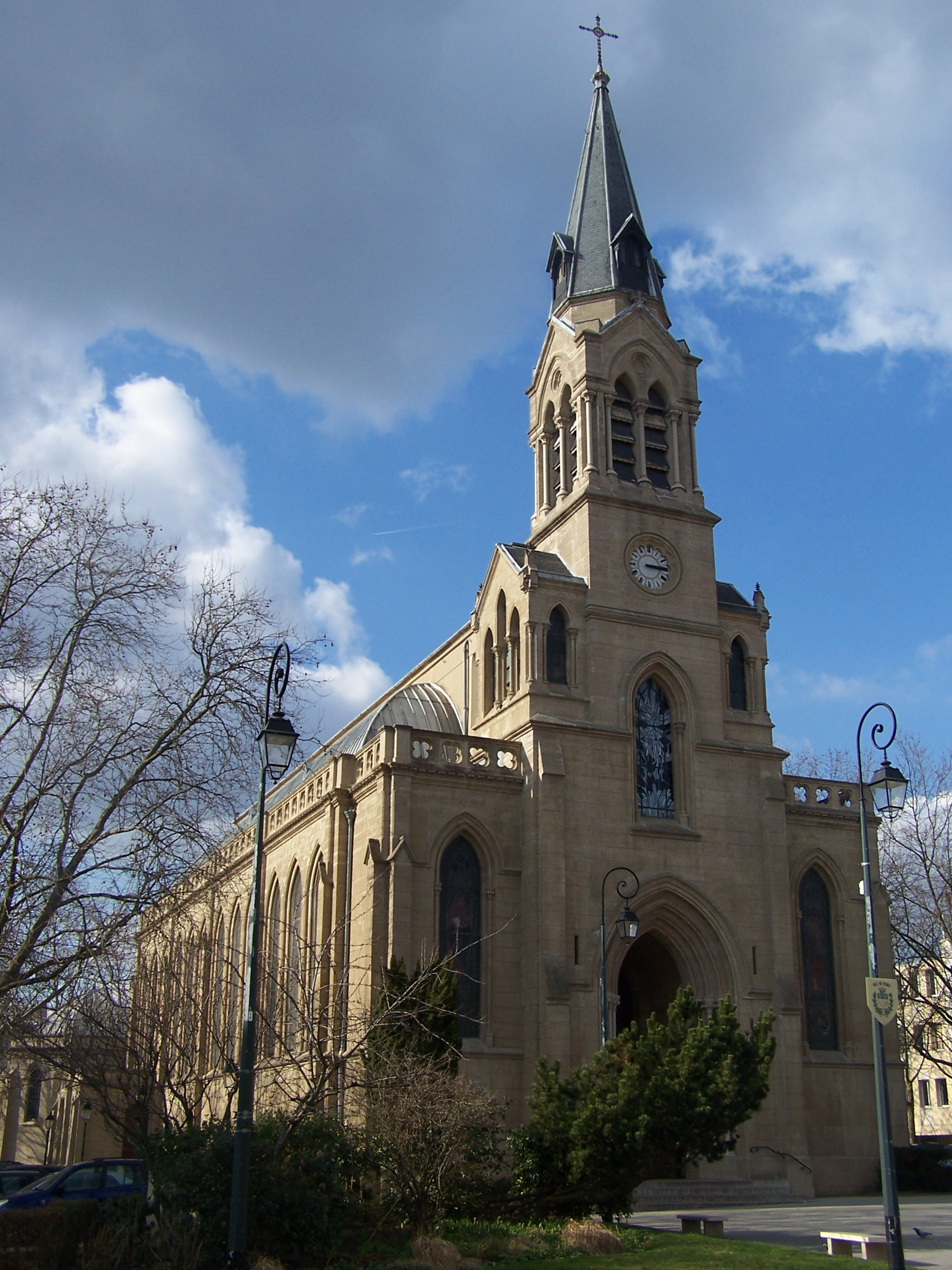
Kirche Sainte-Marguerite in Le Vésinet

- Kirche Sainte-Marguerite 1864/65 in Vésinet (Département Yvelines) in Zusammenarbeit mit seinem Vater Louis-Auguste Boileau[8]
- Kirche Saint-Martin 1867/69, Pfarrhof 1868 und Rathaus 1869 in L’Isle-Adam (Département Val d’Oise) in Zusammenarbeit mit Félix Roguet
- Kirche La Trinité 1862–67 in Paris als Mitarbeiter des leitenden Stadtarchitekten Théodore Ballu[3]

### Hotels und Stadtpalais(Hôtels particuliers)
- Hôtel particulier des Finanzministers Léon Say in der Pariser Rue Fresnel
- Hôtel Lutetia 1910 am Pariser Boulevard Raspail im 6. Arrondissement in Zusammenarbeit mit Henri-Alexis Tauzin[9]
- Hôtel particulier des Comte Gustave Oliver Lannes de Montebello 1891 im Stil der Neorenaissance in der Rue de l’Amiral Hamelin im 16. Arrondissement

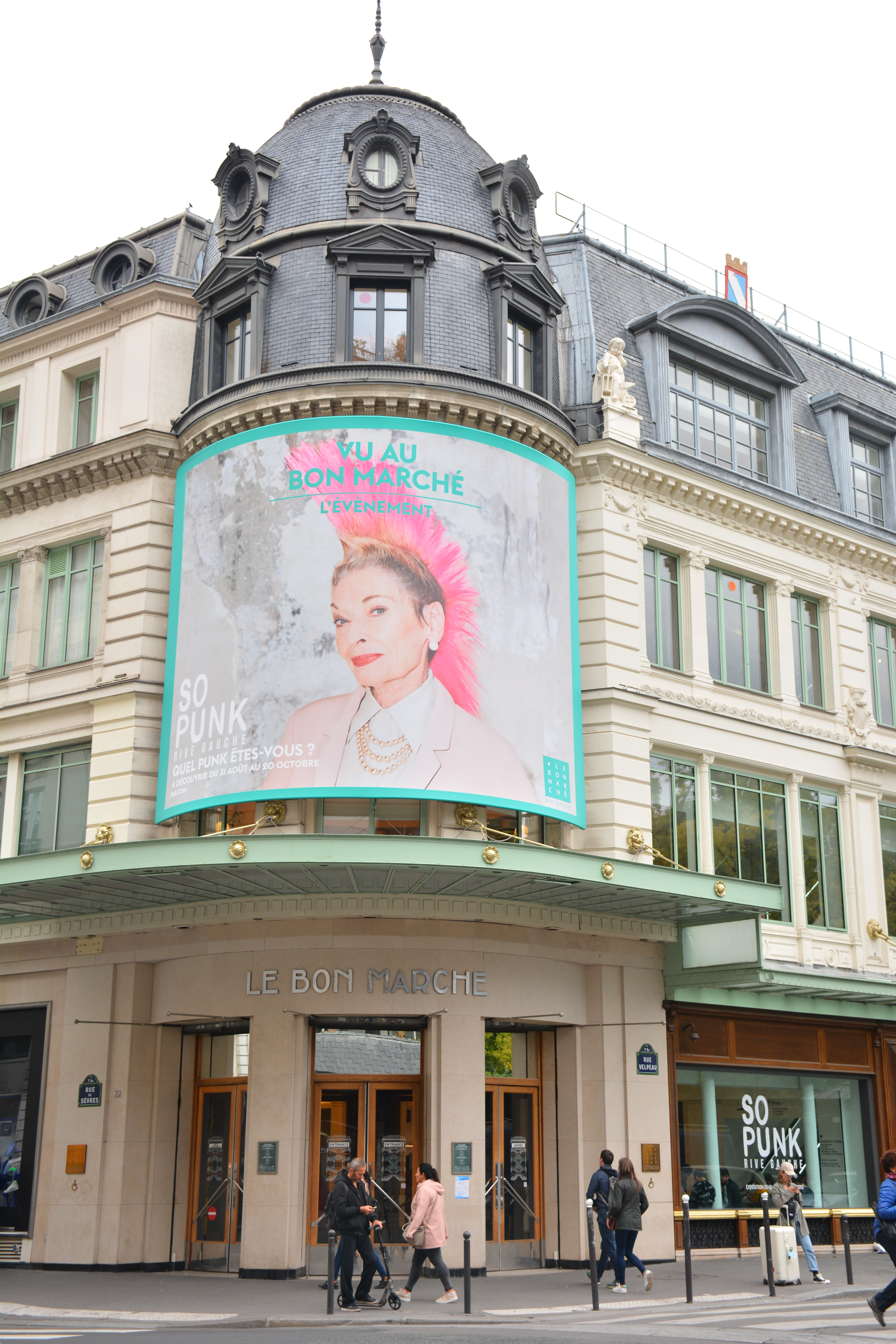
Magasin du Bon Marché (2019)

### Warenhäuser
- Magasin du Bon Marché 1872–1887 in Paris, in Zusammenarbeit mit dem Bauingenieur Armand Moisant
- dreigeschossiges Warenhaus mit darüberliegenden Mietwohnungen 1902 in der Rue de Buzenval, Ecke Rue d’Avron im 20. Arrondissement[10]

### Denkmal
- Der Sockel des Monument à Léon Gambetta von Jean-Paul Aube 1884–1888. Das Denkmal für Léon Gambetta (nacheinander Innenminister, Präsident der Abgeordnetenkammer und Außenminister Frankreichs) wurde im Cour Napoléon des Palais du Louvre am 13. Juli 1888 eingeweiht. Es war 27 Meter hoch, glich einem Obelisken und trug an der Spitze eine Allegorie der Demokratie, die auf einem geflügelten Löwen saß. Die Bronzefiguren wurden 1941 abgebaut und für die deutschen Kriegsanstrengungen eingeschmolzen. Die Reste des Denkmals wurden 1954 entfernt und im Louvre eingelagert. 1982 wurde ein Teil des Sockels mit der zentralen steinernen Figurengruppe um Léon Gambetta auf dem Square Édouard-Vaillant im 20. Arrondissement aufgestellt.

## Publikationen
- Le ciment armé, nouvelle méthode d’application. G. Delarue, Paris, 1897.